# Martin Hedmark

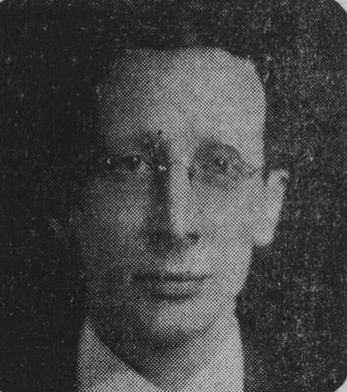
Martin Hedmark

Martin Hedmark, född 10 november 1896 i Norns bruksförsamling i Dalarna, död 13 september 1980 i Lidingö församling, var en svensk arkitekt, specialiserad på kyrkoarkitektur. Han arbetade under flera år i USA och står bakom ett stort antal kyrkobyggnader där.

## Biografi
Han var son till kontraktsprosten i Lidingö Karl Hedmark och hans hustru Elin, född Gravelej. Efter skolgång vid Samskolan i Hedemora och Uppsala allmänna läroverk studerade han vid Tekniska skolan i Stockholm, med fortsatta studier vid Kungliga tekniska högskolan till 1921. Han var en tid anställd som biträde hos Lars Israel Wahlman. 1922 ritade han Boo kyrka i Nacka, ett bygge som fick mycket uppmärksamhet då den traditionella enskeppiga formen ersatts med en basilika. Kyrkan invigdes av Nathan Söderblom som nyss hemkommit från en resa till USA. På dennes inrådan reste Hedmark till USA för att fortsatt sysselsätta sig med kyrkobyggandet i svenskbygderna som Söderblom ansett eftersatt. Hedmark kan sägas introducerat den då moderna svenska arkitekturen i USA genom de tre tegelkyrkor han på 1920-talet ritade för den svenska lutherska församlingarna i Providence (Rhode Island), Arlington (New Jersey) samt svenska Baptistförsamlingen i New York, och de väckte stort intresse i landet. Han verkade i omgångar i USA under sammanlagt 21 år och uppförde totalt 18 kyrkor där. 

## Verk i urval
- Boo kyrka, Nacka (1922–1923)
- Restaurering av Möja kyrka (1924)
- Viadukt vid Stockholms Tivoli, tillsammans med svågern Arvid Klosterborg (1927)[4]
- Gloria Dei Evangelical Lutheran Church, 15 Hayes Street, Providence, Rhode Island(1925–1928)
- First Lutheran Church, 65 Oakwood Avenue, Kearny, New Jersey (1930)
- Inredning av två minnesrum i American Swedish Historical Museum i Philadelphia (1936 och 1958)[5][6]
- Villa på Lidingö (1936)[7]
- First Swedish Baptist Church, 250 E. 61st Street, New York, NY (1930) - (numera Trinity Baptist Church).[8]
- Ombyggnad av Komediteatern till biograf Avenyn, Stockholm (1938)[9]
- Ombyggnad Lebanon Lutheran Church, 19 Stearns Street in Bristol.
- Kapell i Faith Chapel, Zion Lutheran Church, 41 Whitmarsh Avenue, Worcester, MA (1948)
- Bethany Evangelical Lutheran Church, 2015 John F. Kennedy Blvd., Jersey City, New Jersey (1950)
- Tillägg till Trinity Lutheran Church, 1330 13th Street, Moline, Illinois (1961)

## Bilder

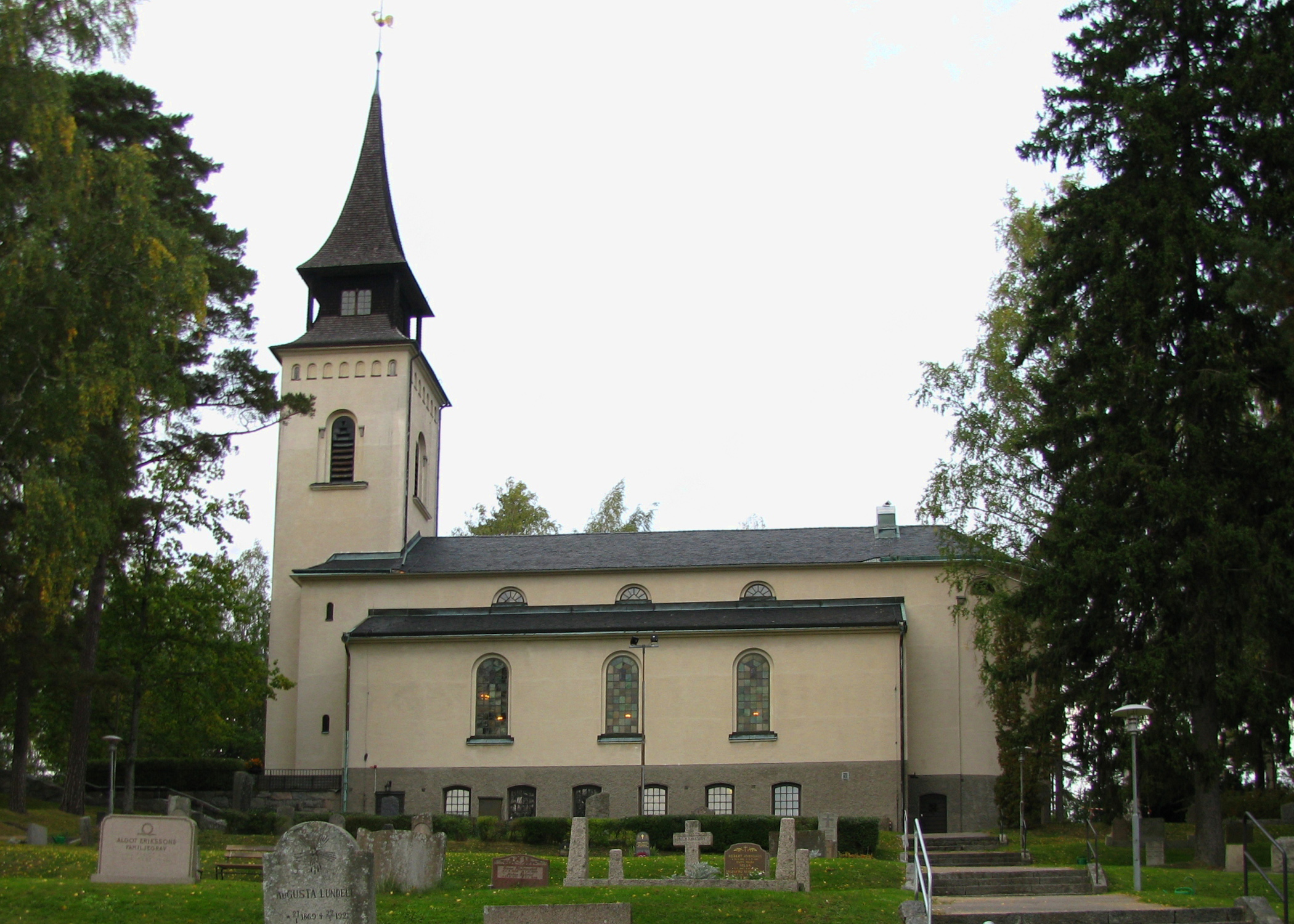
Boo kyrka
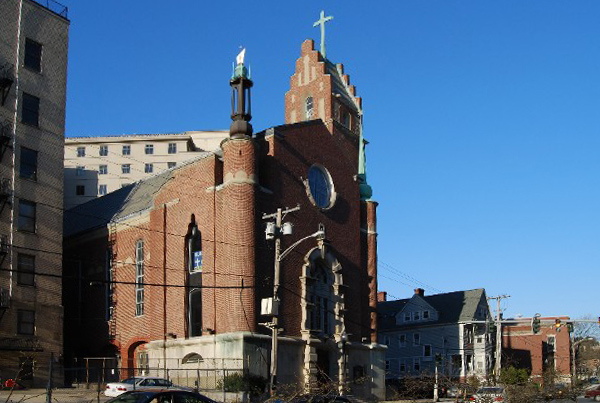
Gloria Dei Evangelical Lutheran Church
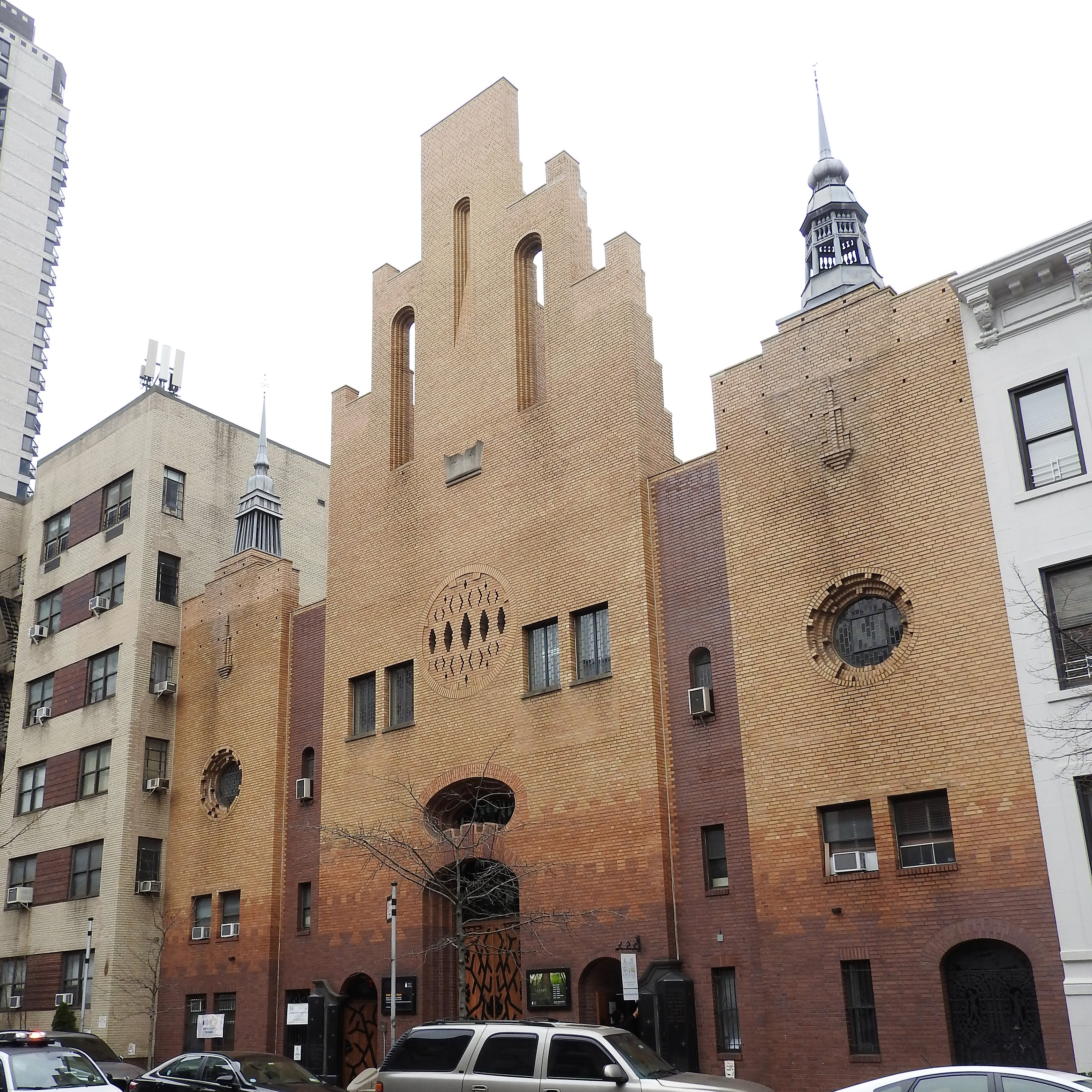
Trinity Baptist Church. På gavlarna återfinns kopior av Håsjö- och Hällestadsstaplarna.